# Ad quadratum

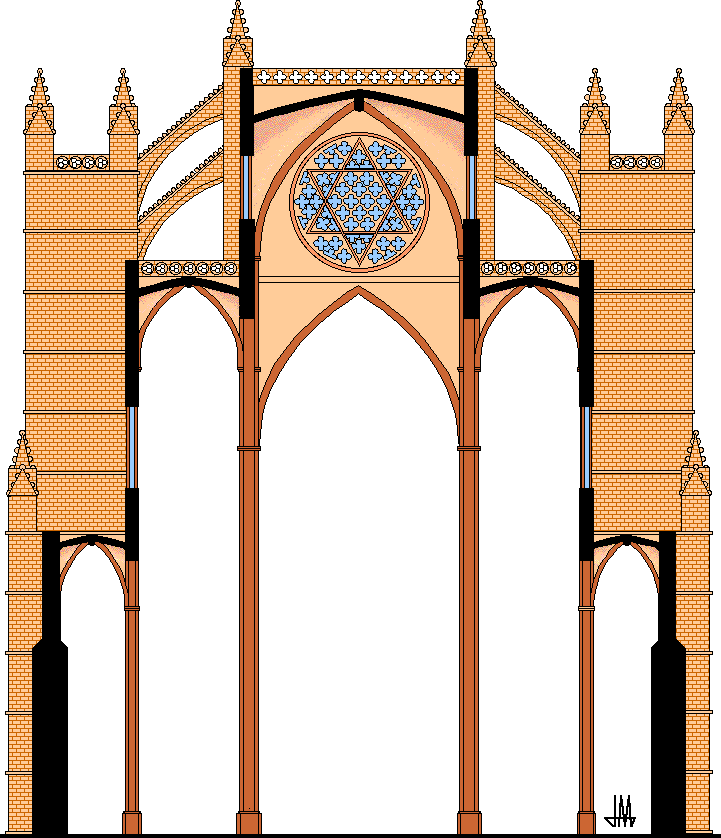
Sección transversal de una catedral "Ad Quadratum": la clave de la bóveda central se encuentra a una altura igual que los cinco vanos inferiores, formando un cuadrado.

Ad Quadratum es un método constructivo que relaciona la geometría con la arquitectura en un sistema de proporciones, concretamente es empleado en el diseño arquitectónico de estilos como el gótico y el empleado en el imperio romano. En el diseño de catedrales góticas y templos religiosos se empleaba como fundamento geométrico la figura del cuadrado para realizar la distribución de columnas, arcos y alturas de bóvedas. En el arte se empleó el sistema quadratum como un canon, un ejemplo se puede ver en el hombre de Vitruvio de Leonardo da Vinci, inserto en un sistema de proporciones ad quadratum y ad circulum. En la arquitectura este sistema es conocido gracias a los cuadernos de viajes de Villard de Honnecourt.

## Características
En la arquitectura ad quadratum se entiende al cuadrado como unidad rectora y repetida. Empleado como fundamento de otras medidas obtenidas por proporcionalidad, es decir se aplica mediante cuadratura. La proporción {\displaystyle 1:1({\sqrt {2}})} es mencionada por Platón en el Timeo. En este sistema la altura del edificio sería igual a su anchura. Para ello se puede comprobar cómo en el diseño de algunas catedrales la altura de la fábrica desde la base de nave, hasta la clave de la bóveda central, debía ser la misma que la luz de las cuatro naves inferiores. Ejemplos de ello son las catedrales españolas de Ávila, Burgos, Toledo y León.